# Un burattino di nome Pinocchio
Un burattino di nome Pinocchio - La vera storia scritta da C.Collodi è un lungometraggio di animazione italiano del 1971 tratto dal romanzo Le avventure di Pinocchio. Storia di un burattino di Carlo Collodi. È l'opera più nota dell'animatore e regista Giuliano Cenci, considerato dalla critica per talento e capacità organizzative il Walt Disney italiano, attraverso la quale egli volle creare una versione del capolavoro di Collodi quanto più possibile vicina al racconto originale.
Ispirato ai modelli classici di Attilio Mussino, al film d'animazione presero parte in qualità di consulenti per la riduzione cinematografica anche gli eredi di Carlo Collodi, i nipoti Mario e Antonio Lorenzini, che considerarono questa versione di Pinocchio l'unica ad aver rispecchiato perfettamente lo spirito collodiano.

## Trama
Un falegname di nome Geppetto si fabbrica un burattino che poi chiamerà Pinocchio. Quest'ultimo prenderà magicamente vita ed inizierà a disobbedire al padre e ad ignorare i consigli del Grillo Parlante, cacciandosi in varie disavventure. Alla fine capirà l'importanza della maturità e diventerà un bambino vero. La trama del film è fedele al romanzo di Collodi, con variazioni minime: mancano solo il litigio fra Geppetto e Mastro Ciliegia, l'incontro di Pinocchio, di ritorno dal carcere, con il serpente, il contadino e le donnole, la rissa sulla spiaggia e gli incontri con la Lumaca domestica della Fata. Alcune però sono accennate nelle illustrazioni di transizione. 

## Produzione
(Dedica di Cenci alla fine del film .)
Questo lavoro impiegò Cenci oltre cinque anni, con un'equipe di oltre cinquanta fra artisti e tecnici specializzati. Il film fu esportato in oltre venti paesi del mondo.
Il progetto per la realizzazione di Un burattino di nome Pinocchio venne presentato nel 1966 alla sala Stensen di Firenze da Corrado Mantoni e illustrato dal regista Cenci, con la proiezione di disegni e di alcune scene animate prodotte da lui stesso e dal fratello Renzo Cenci, con precisione e dovizia di dettagli anche per la parte economica, alla presenza di numerosi professionisti e imprenditori fiorentini i quali nella quasi totalità aderirono alla richiesta di partecipazione al finanziamento, supportando l'iniziativa.
Il film fu realizzato in full animation, a passo 2 (due fotogrammi per disegno), la tecnica di animazione dei lungometraggi della Disney. A fine lavoro, furono circa 500 000 i disegni che diedero vita a Un burattino di nome Pinocchio tra disegni su carta e fogli di celluloide sui quali venivano riportati, a china e rigorosamente a mano, i tratti degli animatori e degli scompositori. Tali fogli trasparenti venivano poi dipinti al rovescio con colori a tempera murale (che aderivano bene al supporto), dalle mani femminili del reparto colore.
Il padre di Giuliano, Guido Cenci, che anni prima aveva costruito insieme al figlio Renzo una verticale cinematografica per le riprese animate di pubblicità per il Carosello, dotata di un sistema di motoriduttori per le zoomate in avvicinamento con movimenti multidirezionali della cinepresa Arriflex 35mm, per Pinocchio costruì una seconda verticale dotata anche di un sistema a centralina per gli effetti speciali, la quale permise di procedere più rapidamente con le riprese delle numerose scene.
Inoltre, per rendere credibili alcuni movimenti particolarmente complessi dei personaggi, fu utilizzata la tecnica del rotoscopio di disneyana memoria.
Il costo finale dell'opera fu di circa 470 milioni di lire dell'epoca.
La presentazione ufficiale fu al cinema Principe di Firenze nel maggio 1972, proiezione che ebbe un notevole successo di critica e pubblico, mentre l'uscita nelle sale cinematografiche italiane avvenne il 21 dicembre 1972.

## Distribuzione
Ultimato il film nel settembre 1971, Cenci si recò a Roma per una conferenza stampa di presentazione dell'opera, dove fu contattato dalla segretaria del produttore Goffredo Lombardo, direttore della Titanus, per un incontro mirato alla stipula di un contratto di distribuzione dell'opera a livello mondiale.
La proposta della Titanus non venne però accolta positivamente dai soci della Alpi Film (società di produzione del Pinocchio di Cenci) e l'accordo saltò, con la motivazione ufficiale che la casa di distribuzione non prevedeva il cosiddetto "minimo garantito". In particolare un imprenditore milanese, socio di maggioranza, dopo aver convinto la maggior parte degli altri soci a opporsi alla proposta, volle uscire dalla Alpi Film pretendendo come risarcimento per i soldi investiti i diritti di distribuzione cinematografica dell'opera di Cenci per la Lombardia, la Spagna e il Brasile (paesi importanti per l'uscita di un film) per la durata di vent'anni. Così, per vent'anni, il film in quei luoghi non poté uscire. E, senza la Lombardia, il lancio di Pinocchio a livello nazionale fu impossibile. Questo è anche il motivo per cui la distribuzione della pellicola, uscita in sala il 12 dicembre 1972, venne affidata a distributori indipendenti regionali i quali, non avendo la forza e la possibilità di pubblicizzazione delle grandi case di distribuzione (per esempio la Titanus), decretarono l’insuccesso dell'opera, che finì ben presto in cinema di seconda e terza visione, per poi sparire definitivamente dalle sale. Inoltre, pur venendo acquistato all'estero, le offerte delle case di distribuzione straniere erano molto basse proprio perché il film non era uscito bene nel proprio paese.

## Doppiaggio

### In italiano
Le voci vennero registrate nel 1966 alla River Sinc ai Parioli, Roma, con la sola proiezione di immagini fisse dei personaggi e di qualche sequenza animata già pronta a fare da guida. Alla versione italiana dell'opera parteciparono doppiatori della CDC, grazie al primo speaker Rai Riccardo Paladini e avvalendosi della direzione di Lauro Gazzolo. L'animazione fu poi realizzata tramite la battitura della colonna sonora alla moviola, contando quanti fotogrammi dovevano durare le battute dei personaggi. La canzone Un burattino di nome Pinocchio è cantata da Renato Rascel, narratore del film e autore, insieme a Vito Tommaso, della colonna sonora edita dalla RCA. Alcuni brani della stessa colonna sonora sono stati utilizzati anche nella serie I racconti di padre Brown, recitata appunto da Renato Rascel.

### In inglese
Il film fu doppiato e distribuito anche negli Stati Uniti d'America nel 1978 da G.G Communications di N.W. Russo, con il titolo originale del romanzo di Collodi The Adventures of Pinocchio. La versione inglese è curata dall'adattatore dei dialoghi Jesse Vogel.

## Edizioni home video

### VHS
Un burattino di nome Pinocchio fu distribuito in VHS da Techno Film (che lo pubblicò anche all'estero) e in seguito da Stardust nel 1989 nella serie Fantastimondo; la stessa Stardust realizzò anche delle riedizioni nel 1991 e nel 1993, in cui tuttavia il film fu presentato con il titolo originale del libro e ricevette un'immagine di copertina non pertinente allo stile grafico del film. Tra il 16 ottobre e il 18 dicembre 1990 fu trasmesso in TV in versione spezzettata in puntate di circa 12 minuti l'una, all'interno di un programma su Pinocchio del Dipartimento Scuola Educazione per la regia di Massimo Antonelli, in onda su Rai 3 ogni martedì in orario pomeridiano.

### DVD
La versione restaurata di Un burattino di nome Pinocchio, sostenuta dallo stesso Cenci con il contributo al 50% della Cineteca Nazionale, è stata presentata il 15 gennaio 2012 al Cinema Odeon di Firenze e in seguito proposta in DVD da Rai Eri il 23 ottobre 2013, distribuita da Terminalvideo. Il DVD contiene negli extra il trailer cinematografico originale usato all'epoca dell'uscita ed un documentario di 30 minuti sulla realizzazione del film intitolato Firenze a cartoni animati del regista fiorentino Massimo Becattini. Nel cofanetto è allegato inoltre un libriccino che contiene la biografia di Giuliano Cenci.
A causa di alcune controversie in merito ai diritti d'autore, all'esaurimento delle 1 000 copie del DVD pubblicate, nel gennaio 2015 il titolo è stato messo fuori catalogo.

## Citazioni
Nel film si notano omaggi ad alcune opere d'arte della Toscana. Infatti, in un'edicola votiva, c'è un'immagine della Madonna del Cardellino. Inoltre, quando la capanna che Pinocchio e Geppetto trovano usciti dal Pescecane si trasforma in casa lussuosa, la sua parete prende l'aspetto del soffitto della Sala dei Gigli di Palazzo Vecchio.